# Trond Espen Seim
Trond Espen Seim es un actor noruego, más conocido por haber interpretado a Varg Veum en la serie de películas de Varg Veum.

## Biografía
En el 2000 se casó con Cecilie Frostad Egeberg, la pareja tiene dos hijos Jack Seim y Olivia Seim. 

## Carrera
En el 2007 Trond interpretó por primera vez al detective privado Varg Veum en la franquicia de películas de "Varg Veum" en la película Varg Veum - Bitre blomster, al año siguiente apareció en las películas Varg Veum - Tornerose, Varg Veum - Din til døden, Varg Veum - Falne engler, Varg Veum - Kvinnen i kjøleskapet y en Varg Veum - Begravde hunder, en el 2010 apareció en Varg Veum - Skriften på veggen, un año después apareció en Varg Veum - Svarte får, Varg Veum - Dødens drabanter y en Varg Veum - I mørket er alle ulver grå, y finalmente interpretó por última vez a Varg en las películas Varg Veum - De døde har det godt y Varg Veum - Kalde hjerter en el 2012.
En 2011 se unió al elenco de la película The Thing donde dio vida a Edvard Wolner, un miembro del equipo de investigación noruego.
En el 2014 se unió al elenco principal de la serie Arvingerne donde interpreta a Robert Eliassen, hasta ahora.
En el 2016 se unió al elenco de la serie Mammon donde interpreta al primer ministro Noruego Michael Woll, hasta ahora.
Ese mismo año se unió a la miniserie Cape Town donde da vida al oficial de la policía Mat Joubert, hasta ahora.
También apareció como invitado en tres episodios de la serie Frikjent donde interpretó a Otto Haudeman.

## Filmografía

### Series de televisión
| Año             | Título                        | Personaje       | Notas                       |
| --------------- | ----------------------------- | --------------- | --------------------------- |
| 2016 - presente | Mammon                        | Michael Woll    | 8 episodios                 |
| 2014 - presente | Arvingerne (The Legacy)       | Robert Eliassen | 26 episodios                |
| 2016            | Cape Town                     | Mat Joubert     | 6 episodios - miniserie     |
| 2016            | Frikjent                      | Otto Haudeman   | 3 episodios                 |
| 2013            | Helt perfekt                  | -               | episodio "Kongen av squash" |
| 2011 - 2013     | Dag                           | -               | 7 episodios                 |
| 2010            | Unter anderen Umständen       | Henrik Langlo   | episodio "Tod im Kloster"   |
| 2005            | Tre brødre som ikke er brødre | Kristoffer      | episodio # 1.5              |
| 2004            | Svarte penger, hvite løgner   | Sverre          | -                           |
| 1995            | Lille lørdag                  | Bendik          | episodio # 2.4              |

### Películas
| Año  | Título                                 | Personaje        | Notas |
| ---- | -------------------------------------- | ---------------- | --- |
| 2018 | Mango - Lifes coincidences             | Méndigo          | junto a Kristofer Hivju, Nicolai Cleve Broch, Daniel Stisen, André Eriksen, Dennis Storhøi y Julie R. Ølgaard |
| 2017 | Kometen                                | Peder            | junto a Axel Bøyum, Jørgen Langhelle, Cecilie A. Mosli y Theresa Frostad Eggesbø                              |
| 2017 | Jamais Vu                              | Ove              | corto |
| 2017 | Seducer's Diary                        | Stefan           | junto a Mikkel Boe Følsgaard, Pernille Andersen y Tom Hale                                                    |
| 2016 | Snekker Andersen og Julenissen         | Snekker Andersen | junto a Anders Baasmo Christiansen, Ingeborg Raustøl y Thias Salberg                                          |
| 2015 | Hevn                                   | Ivar             | junto a Anders Baasmo Christiansen, Frode Winther, Helene Bergsholm y Maria Bock                              |
| 2014 | Lea                                    | Christian        | corto - junto a Marie Hammer Boda, Thomas W. Gabrielsson, Maria Boda y Morten Faldaas                         |
| 2012 | Varg Veum - Kalde hjerter              | Varg Veum        | junto a Bjørn Floberg, Lene Nystrøm, Mads Ousdal, Gitte Witt, Ingrid Olava y Kim Sørensen                     |
| 2012 | Varg Veum - De døde har det godt       | Varg Veum        | junto a Bjørn Floberg, Lene Nystrøm, Jørgen Langhelle, Bintu Sakor y Fumi Desalu-Vold                         |
| 2011 | Varg Veum - I mørket er alle ulver grå | Varg Veum        | junto a Bjørn Floberg, George Mendel, Lene Nystrøm, Jonathan Espolin-Johnson y Ane Dahl Torp                  |
| 2011 | The Thing                              | Edvard Wolner    | junto a Mary E. Winstead, Joel Edgerton, Ulrich Thomsen, Eric C. Olsen, Jonathan Walker y Kristofer Hivju     |
| 2011 | Varg Veum - Dødens drabanter           | Varg Veum        | junto a Lene Nystrøm, Bjørn Floberg, Line Verndal, Vegar Hoel, Sturla Alvsvåg y Dagny Backer Johnsen          |
| 2011 | Varg Veum - Svarte får                 | Varg Veum        | junto a Lene Nystrøm, Bjørn Floberg, Alexander Karim, Kjærsti Odden Skjeldal, Jakob Oftebro y Emil Johnsen    |
| 2010 | Varg Veum - Skriften på veggen         | Varg Veum        | junto a Bjørn Floberg, Lene Nystrøm, Tobias Santelmann, Nikolaj Lie Kaas y Eivind Sander                      |
| 2008 | Varg Veum - Begravde hunder            | Varg Veum        | junto a Bjørn Floberg, Siv Klynderud, Kyrre Haugen Sydness, Kai Remlow y Robert Skjærstad                     |
| 2008 | DeUsynlige                             | Jon M            | junto a Trine Dyrholm, Ellen Dorrit Petersen, Fredrik Grøndahl, Pål Sverre Hagen y Angelou Garcia             |
| 2008 | Varg Veum - Kvinnen i kjøleskapet      | Varg Veum        | junto a Christian Rubeck, Bjørn Floberg, Dennis Storhøi, Charlotte Grundt y Kathrine Fagerland                |
| 2008 | Varg Veum - Falne engler               | Varg Veum        | junto a Bjørn Floberg, Per Kjerstad, Pia Tjelta y Fridtjov Såheim                                             |
| 2008 | Varg Veum - Din til døden              | Varg Veum        | junto a Bjørn Floberg, Kathrine Fagerland, Endre Hellestveit, Sølje Bergmann y Henrik Mestad                  |
| 2008 | Varg Veum - Tornerose                  | Varg Veum        | junto a Bjørn Floberg, Kathrine Fagerland, Endre Hellestveit, Julie Rusti y Marianne Nielsen                  |
| 2007 | Varg Veum - Bitre blomster             | Varg Veum        | junto a Bjørn Floberg, Kathrine Fagerland, Endre Hellestveit, Anders Dale, Per Jansen y Nicholas Hope         |

## Premios y nominaciones
| Año  | Categoría  | Premio            | Películas                   | Resultado |
| ---- | ---------- | ----------------- | --------------------------- | --------- |
| 2008 | Best Actor | Amanda Award      | Varg Veum - Falne engler    | Ganó      |
| 2005 | -          | EFP Shooting Star | -                           | Ganó      |
| 2004 | Best Actor | Amanda Award      | Svarte penger, hvite løgner | Nominado  |